# Muchesh
Mūchesh (farsi موچش) è una città dello shahrestān di Kamyaran, circoscrizione di Muchesh, nella provincia iraniana del Kurdistan. Aveva, nel 2006, una popolazione di 2.950 abitanti. 